# Jacovce
Jacovce (prononciation slovaque : [ˈjat͡sɔvt͡sɛ], allemand : Jatzowitz, hongrois : Jác [ˈjaːt͡s]) est un village de Slovaquie situé dans la région de Nitra.

## Histoire

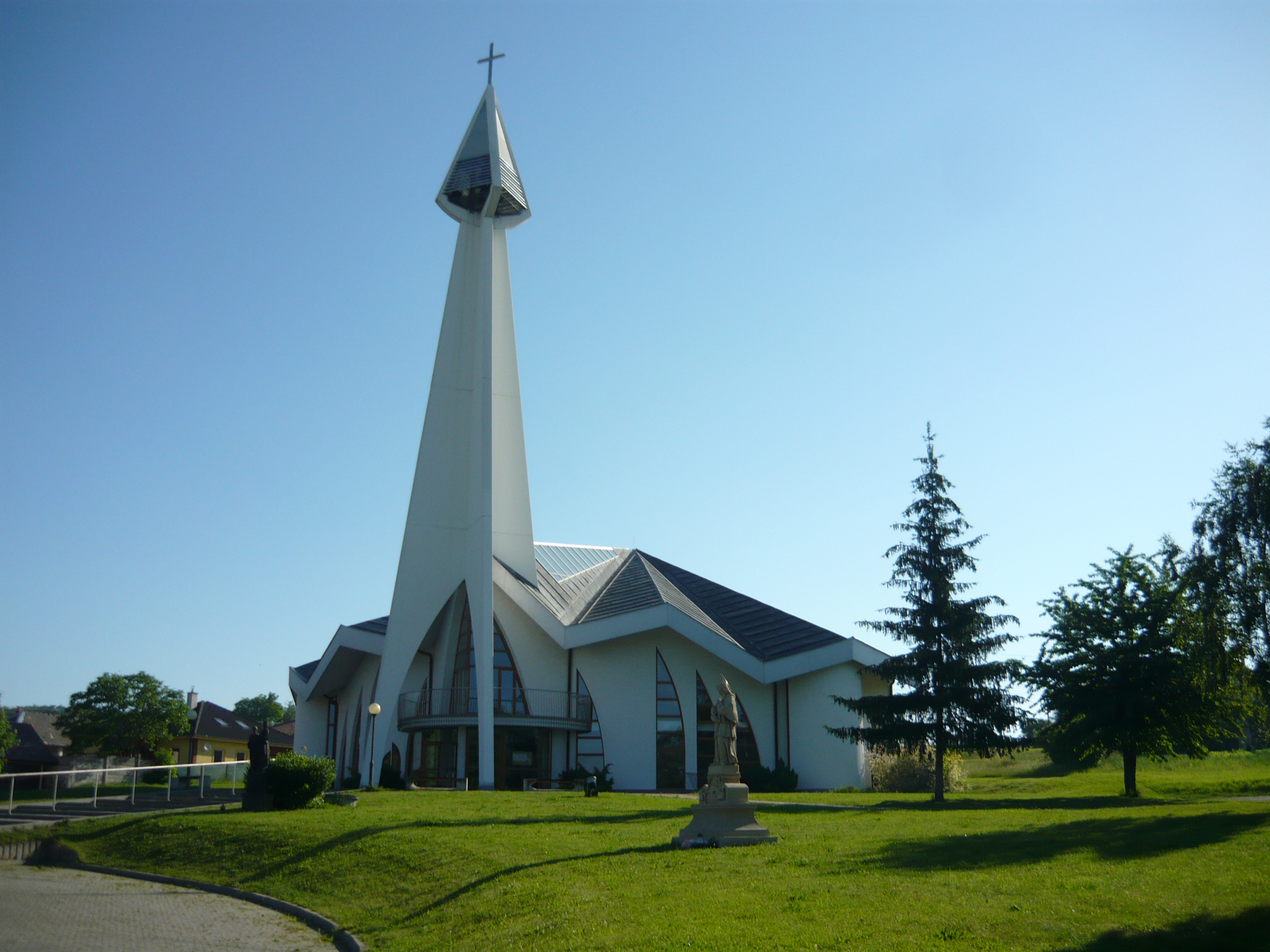
L’église Saint-Jacques-le-Majeur de Jacovce

Première mention écrite du village en 1255.

## Démographie

### Évolution de la population
| Année:               | 1994. | 2004.   | 2014.   | 2024.   |
| -------------------- | ----- | ------- | ------- | ------- |
| Nombre de personnes: | 1807  | 1795    | 1754    | 1770    |
| Différence:          |       | -0,66 % | -2,28 % | +0,91 % |

| Année:               | 2023. | 2024.   |
| -------------------- | ----- | ------- |
| Nombre de personnes: | 1782  | 1770    |
| Différence:          |       | -0,67 % |

## Géographie
Jacovce se situe à 4 km au nord-ouest de Topoľčany.
| Velušovce, Tesáre | Prašice   |                           |
| Kuzmice           | Jacovce   | Topoľčany (Veľké Bedzany) |
|                   | Tovarníky |                           |

## Personnalités liées à la commune
- Ladislav Jurkemik, footballeur
- Miroslav Šatan, joueur de hockey sur glace, a grandi à Jacovce